# Tulajlat
Tulajlat (arab. تليلات) – wieś w Syrii, w muhafazie Aleppo. W 2004 roku liczyła 541 mieszkańców.